# Derolus asiricus
Derolus asiricus es una especie de escarabajo longicornio del género Derolus, tribu Cerambycini, subfamilia Cerambycinae. Fue descrita científicamente por Holzschuh en 1993.

## Descripción
Mide 10-16,9 milímetros de longitud.

## Distribución
Se distribuye por Arabia Saudita.